# Ambrozja bylicolistna
Ambrozja bylicolistna (Ambrosia artemisiifolia L.) – gatunek rośliny z rodziny astrowatych. Pochodzi z Ameryki Północnej, gdzie rósł naturalnie na północ od Meksyku, ale aktualnie ma kosmopolityczny zasięg. W Polsce zadomowiony (kenofit), spotykany na rozproszonych stanowiskach w całym kraju, częściej na południowym zachodzie.  

## Morfologia
ŁodygaWzniesiona lub podnosząca się, nie wytwarzająca odrośli, osiągająca zwykle wysokość 30–60 cm. Łodyga jest od nasady lub tylko w górze owłosiona, włoski są długie częściowo przylegające, częściowo odstające.
LiścieLiczne – roślina zwykle gęsto ulistniona, w dole naprzeciwlegle, w górze skrętolegle. Blaszki są ciemnozielone i cienkie. Są podwójnie lub potrójnie pierzastodzielne, z łatkami wąskimi i dość ostrymi. Ogonek krótki, owłosiony.
KwiatyRurkowate, rozdzielnopłciowe, w drobnych koszyczkach. Czasem na roślinach obecne są tylko koszyczki z kwiatami jednej płci, czasem bywają oba typy kwiatostanów. Koszyczki męskie są wielokwiatowe, zebrane w szczytowych kłosach lub nibygronach, ich okrywa jest zrosłolistkowa, miseczkowata, naga lub owłosiona. Koszyczki te osiągają od 1,5 do 7 mm średnicy. Koszyczki żeńskie wyrastają w pęczkach po kilka w węzłach w górnej części pędu; są jednokwiatowe. Dno kwiatostanowe i okrywa tworzy skorupę osłaniającą kwiat, zwieńczoną dziobem przez który wystają znamiona.
OwocePojedyncze niełupki dojrzewające w drewniejącej skorupie powstającej z dna kwiatostanowego i okrywy. Na jej szczycie znajduje się dzióbek długości 1,2 mm, a na obwodzie okrywy 4–7 cierni mających różną długość i postać ostrych zębów lub tępych guzków.

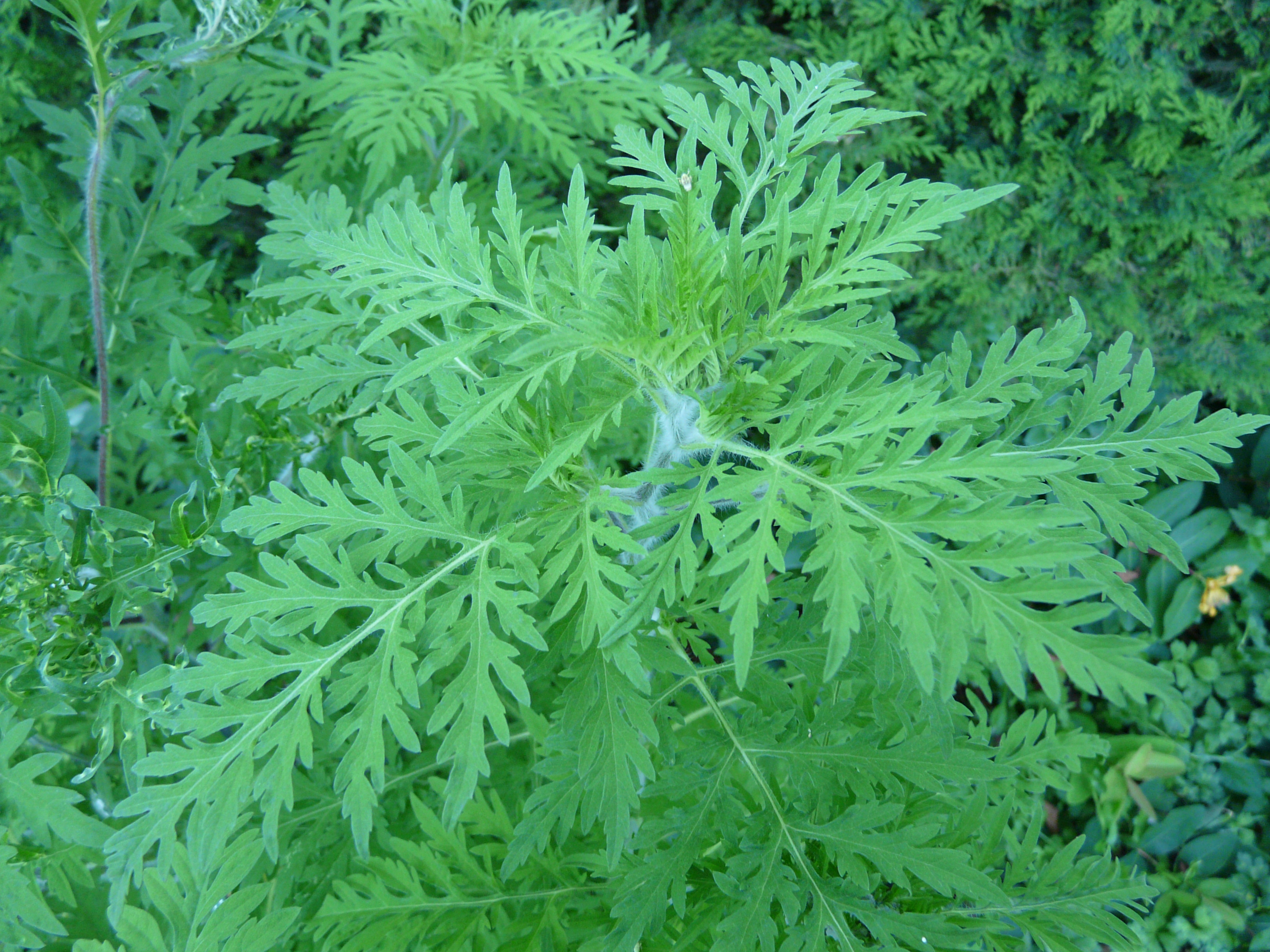
Liście
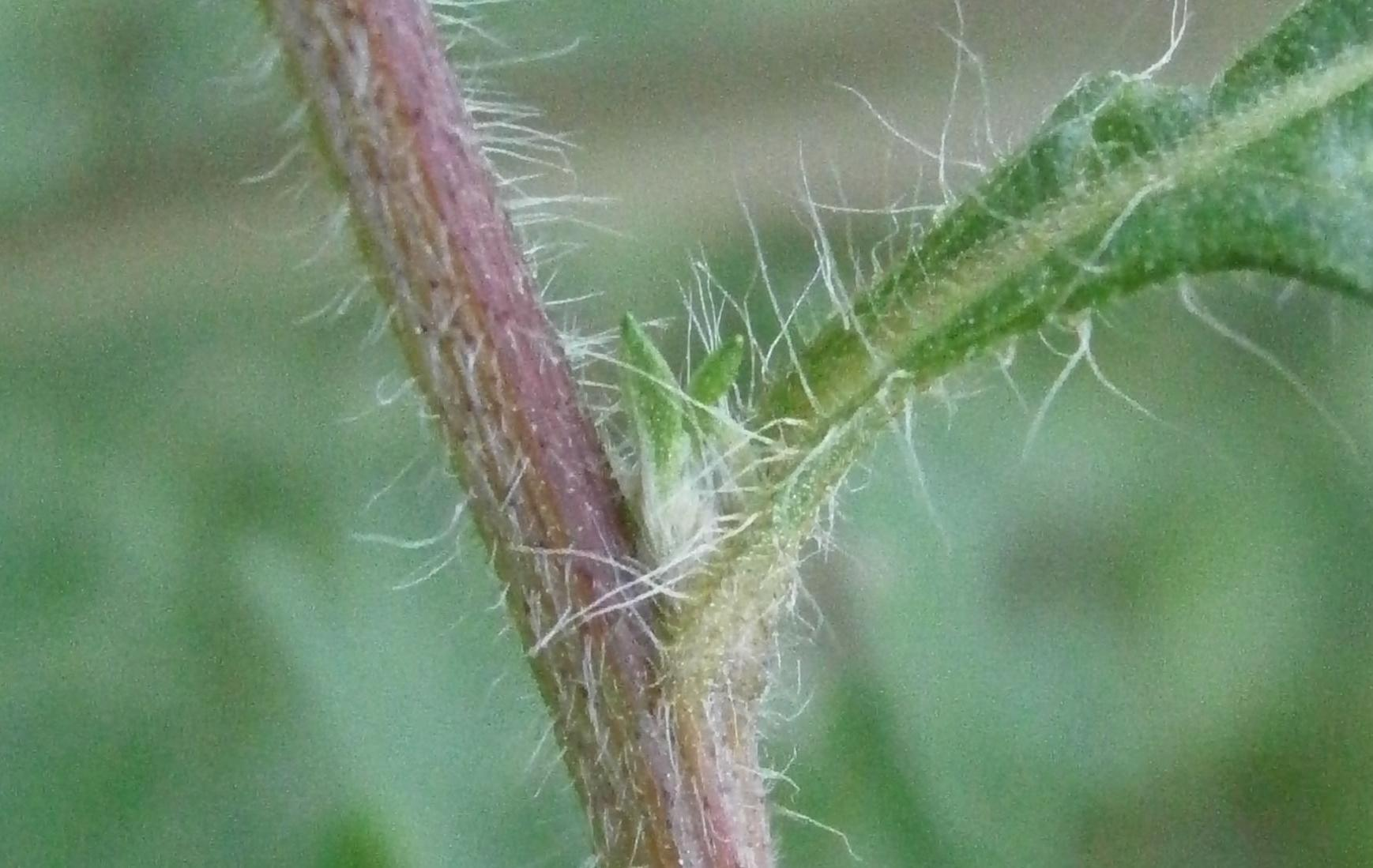
Koszyczki żeńskie w kącie liścia
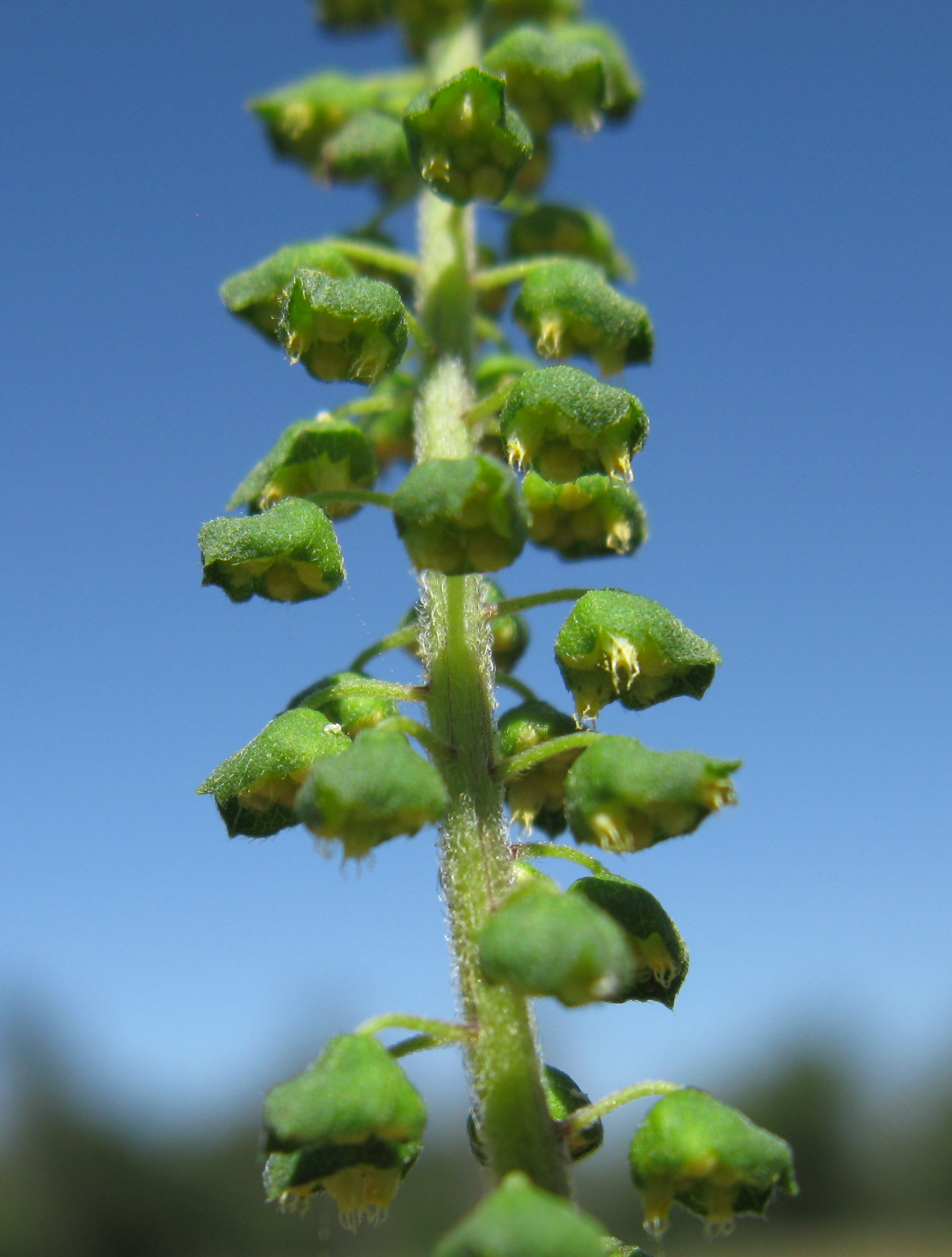
Koszyczki męskie
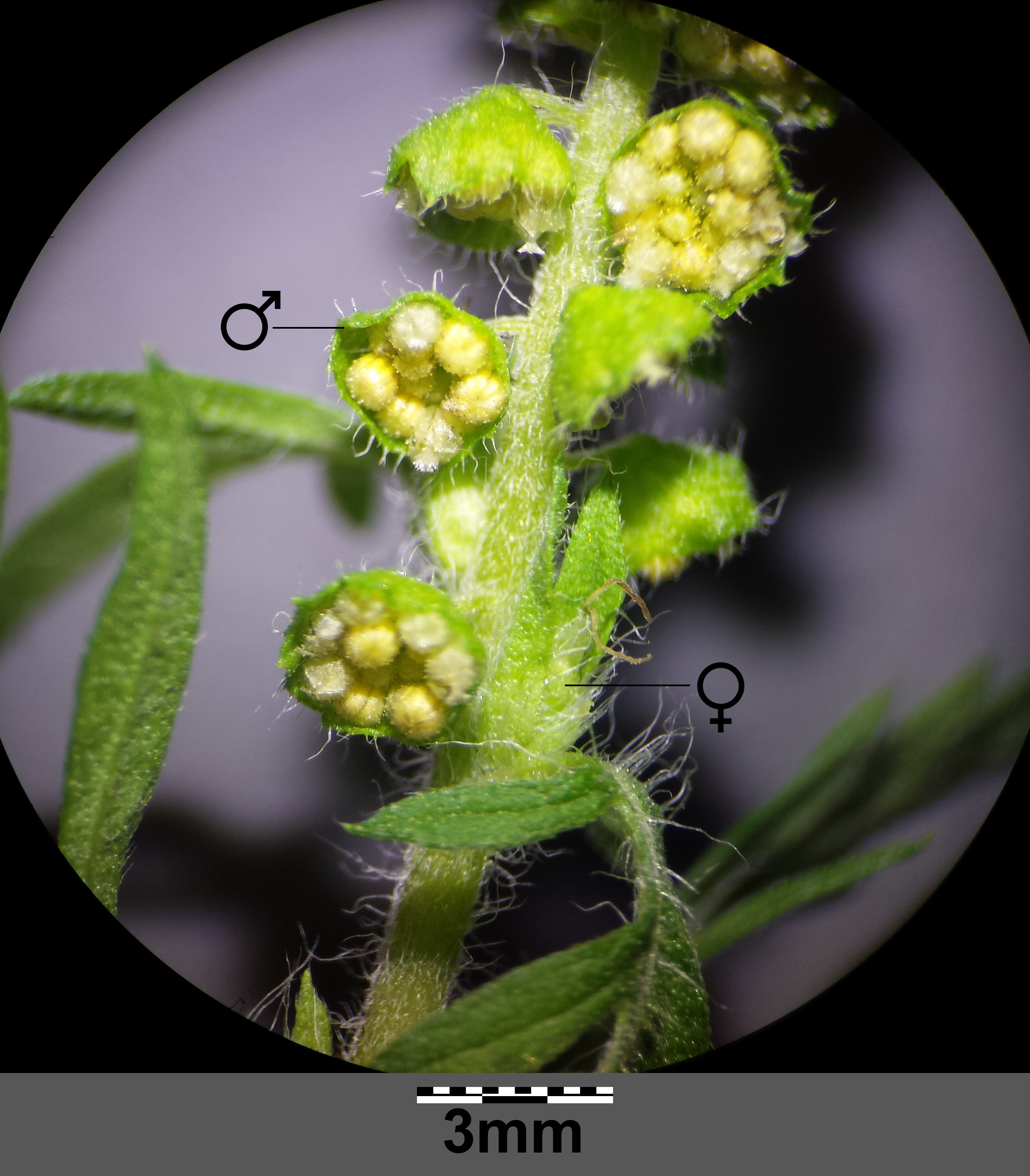
Koszyczki męskie
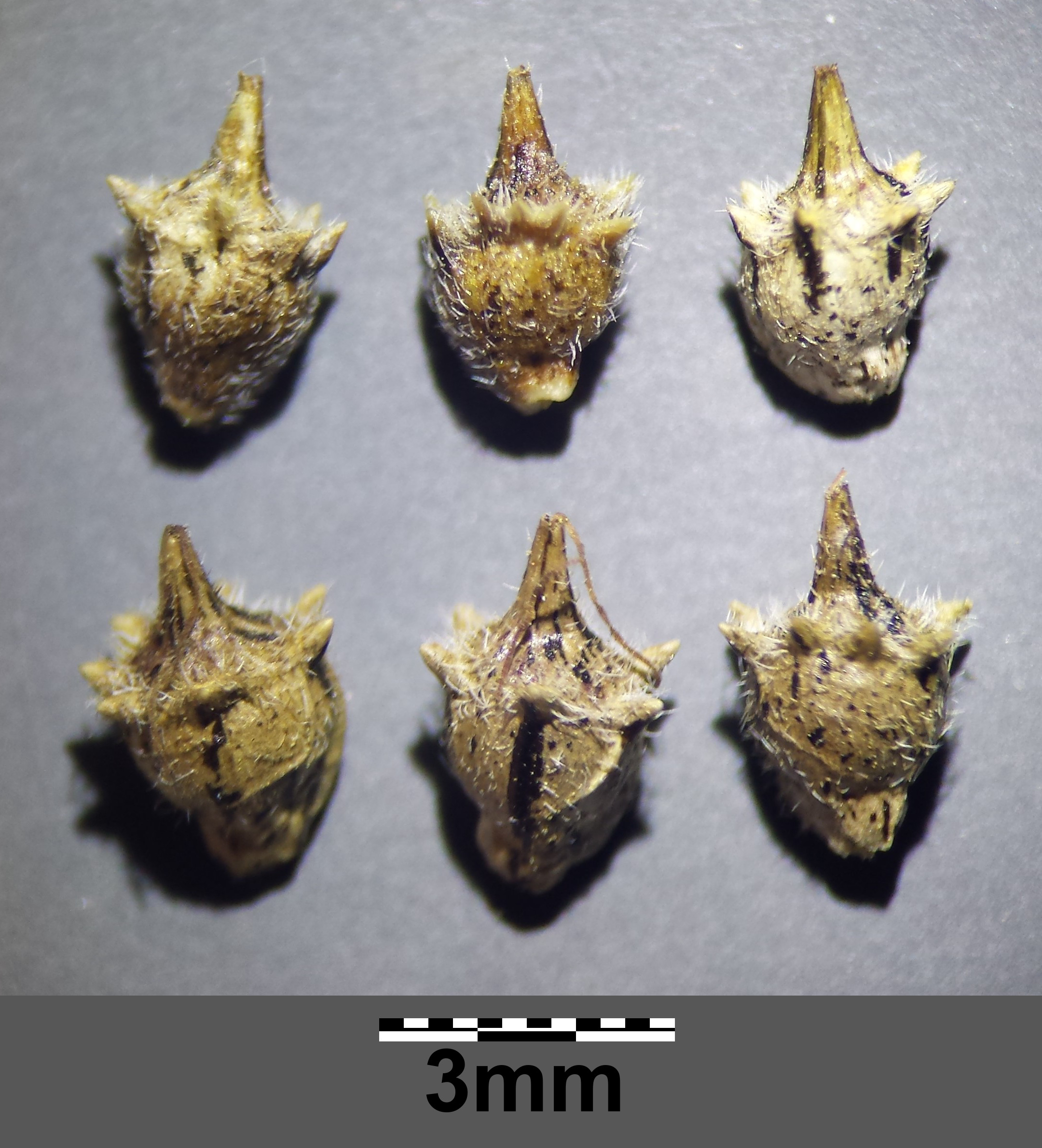
Owoce

## Biologia i ekologia
Roślina jednoroczna. Kwitnie od sierpnia (czasami od lipca) do października. Roślina wiatropylna. 
Rośnie w miejscach nasłonecznionych, suchych, na glebach piaszczystych lub żwirowych. W Polsce zasiedla siedliska ruderalne: przydroża, tereny kolejowe, portowe, place składowe, rumowiska i wysypiska.
Liczba chromosomów 2n= 36.
Tworzy mieszańca (A. × intergradiens Wagner)  z ambrozją zachodnią Ambrosia psilostachya.

## Znaczenie użytkowe
Roślina lecznicza. Pomaga w leczeniu zakażeń bakteryjnych i grzybowych.
Roślina allelopatyczna. Rosnąc jako chwast może powodować spadek plonu do 50%. Jej pyłek jest poza tym silnym alergenem. W Unii Europejskiej wydaje się około 4,5 mld € rocznie na usuwanie skutków oddziaływania tej rośliny w rolnictwie i na zdrowie człowieka.